# Raimundus Lullus
För andra betydelser, se Ramon Llull (olika betydelser).
Raimundus Lullus (latin; katalanska: Ramon Llull), född 1235 i Palma, möjligen död under båtresa runt nyår 1315/1316, var en mallorkinsk filosof, teolog, missionär och diktare. Hans filosofi påverkade senare namn som Giordano Bruno och Leibniz, och han anses vara den första stora författaren på katalanska. Lull saligförklarades 1857 av påven Pius IX.

## Biografi
Ramon Llull föddes cirka 1235 i Palma de Mallorca. Han tillhörde en välbärgad familj som kommit från Katalonien (sannolikt Barcelona) med den första vågen av invandrare efter Mallorcas erövring från de muslimska almohaderna en generation tidigare. Han ingick 1257 äktenskap med en Blanca Picany, med vilken han fick två barn – sonen Domingo och dottern Magdalena
Llull hade hovtjänst både hos Jakob I och Jakob II av Aragonien. Till fyllda 30 år förde Llull ett vilt liv, men så inträdde plötsligt en sinnesändring till följd av det tragiska slutet på kärleken till en gift kvinna. Efter detta började han få religiösa uppenbarelser.
Ramon Llull delade då sin egendom mellan sin familj och de fattiga och inträdde i Franciskanorden, företog pilgrimsfärder till Montserrat och Compostela, ägnade nio år åt studier inom alla grenar av tidens vetande och blev kreerad till "doctor illuminatus" av universitetet i Paris. Därefter började han sitt missionerande och strövade genom nästan hela den då kända världen, Europa, Asien, Afrika. Han ägde grundliga kunskaper i österländska språk, och islams bekämpande var huvudsyftet för hans missionsverksamhet. Trots detta var han positiv till religiös dialog med muslimer och influerades djupt av den islamiska mystiken, sufismen, i sina verk Llibre de contemplació de Déu och Llibre d'amic e amat.
Llull dog enligt traditionen 29 juni 1316, vid 80 års ålder. Enligt en alternativ uppfattning led han martyrdöden, stenad av muslimska fanatiker efter ett föredrag i nordafrikanska hamnstaden Béjaïa (i dagens Algeriet). Halft döende skulle han ha förts av två vänner till Europa, men innan fartyget hunnit fram till Palma uppgav Lull sista andan. Sanningen i denna berättelse är numera ifrågasatt.[källa behövs]

## Läror och författarskap

### Översikt
Trots det irrande livet utvecklade Lull enastående författarverksamhet på flera språk, bland annat på latin, arabiska, limosinska (en gren av occitanska) och katalanska, vilket omfattade filosofi, teologi, juridik, medicin, astronomi, kemi och flera andra ämnen. Lull var även naturvetenskapsman; han anses ha upptäckt salpetersyran, och magnetnålen var honom inte främmande. Att det skulle finnas en kontinent på det andra halvklotet ansåg han stå bortom allt tvivel. 

### Huvudverk
Llulls huvudverk är Ars magna (Den stora konsten). Den presenterade en sammansmältning av mystik och metafysik, där han med hjälp av sin egen metod (ars combinatoria, "den lulliska konsten") trodde sig kunna lösa alla metafysiska problem och bevisa den kristna religionens absoluta sanning. Idén till verket fick han tidigt, men under en religiös uppenbarelse vid berget Monte Randa fick han klart för sig hur boken skulle gestalta sig. Genom en särskild kombinationsmetod av tankeelement, skulle han finna den evigt giltiga principen för sanning, varigenom han skulle överbevisa oliktänkare om att de hade fel. Kombinationsmöjligheterna för bevis tecknade han ned som cirklar, diagram och träddiagram, för att påvisa samband mellan all världens kunskap; om Gud, själen, och tingen. Med denna strävan intog han en extrem rationalism – inget i denna värld kunde undgå logikens lagar.

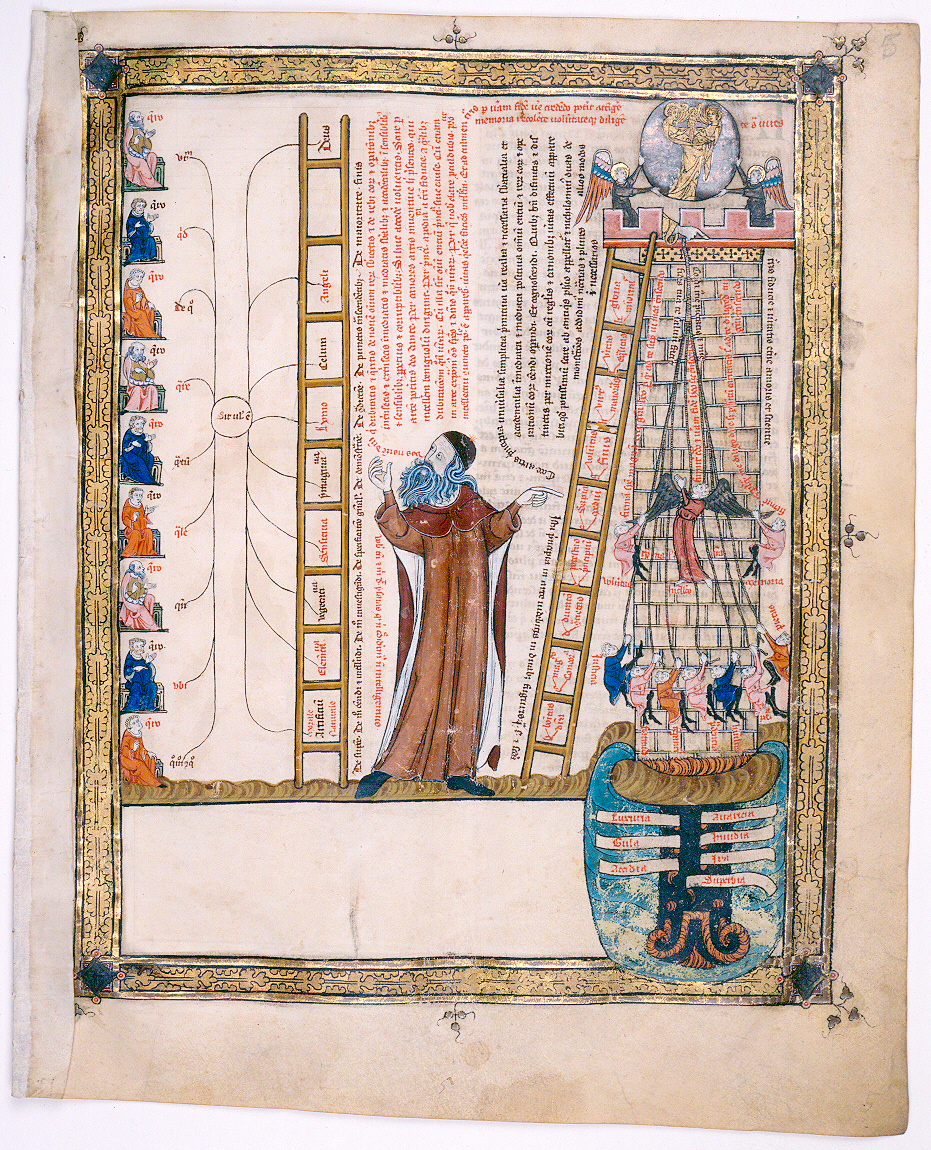
Manuskriptsida till Ars magna generalis ultima, där Llull syns förevisande.

En avknoppning från detta arbete var Ars scientiæ (Vetenskapens träd), som med sexton träd försökte teckna ned dåtidens kunskap i encyklopedisk form.

### Andra verk och inspiration
Llulls Opera omnia utkom 1721–42 i Mainz i 10 band och i Palma 1886-1901.
Genom tre verk – Ars notandi, Ars eleccionis, och Alia ars eleccionis – har Llull haft intresse för valteorin. 
Llull var likaså en framstående skönlitterär författare. Hans roman Blanquerna (1283) är det första skönlitterära verket på katalanska, och möjligen den första romanen skriven i Europa. Llull var även en av pionjärerna i att skriva vetenskapliga verk på folkspråk (till skillnad från latin).
Llull var djupt influerad av sufismen, islams mystik.

## Betydelse och eftermäle
Ramon Llulls idéer kom att få avgörande inflytande på bland andra Giordano Bruno, Leibniz, och Johann Amos Comenius, och han räknas ofta som datavetenskapens och informationsvetenskapens fader. Hans betydelse var så stor att en professur i lullism inrättades vid universitetet i Paris; den förste innehavaren av posten var Bernhard de Lavinheta.
Med Descartes’ skarpa kritik avtog dock Lulls omedelbara auktoritet. Enligt Tore Frängsmyr har hans idéarv, som Frängsmyr betecknar som ett sökande efter ett universalspråk, övergått till Christian von Wolff, därifrån till Auguste Comte och sedan till den logiska positivismen.
Llulls liv har lämnat stoff till Gaspar Nunez de Arces dikt "Raimundo Lulio" (3 sånger; svensk översättning av G. Björkman, 1903).
Som den första viktigare författare på katalanska har Ramon Llulls namn kommit att användas i en mängd olika sammanhang inom den katalanskspråkiga kulturvärlden. Universitat Ramon Llull är ett universitet i Barcelona, där flera fakulteter fått namn efter Llulls roman Blanquerna. Både en numera Barcelonabaserat statligt kulturfrämjande (Institut Ramon Llull) och en kulturstiftelse med säte i Andorra (Fundació Ramon Llull) har namn efter Llull, liksom flera kulturpriser (inklusive Premi de les Lletres Catalanes Ramon Llull). Dessutom delar regionstyret i Balearerna (där Llull föddes och ligger begravd) sedan 1997 ut årliga förtjänstutmärkelser i Ramon Llulls namn.
Asteroiden 9900 Llull är uppkallad efter honom.

Ramon Llulls resor (ortsnamnen är på katalanska).

## Bibliografi (urval)

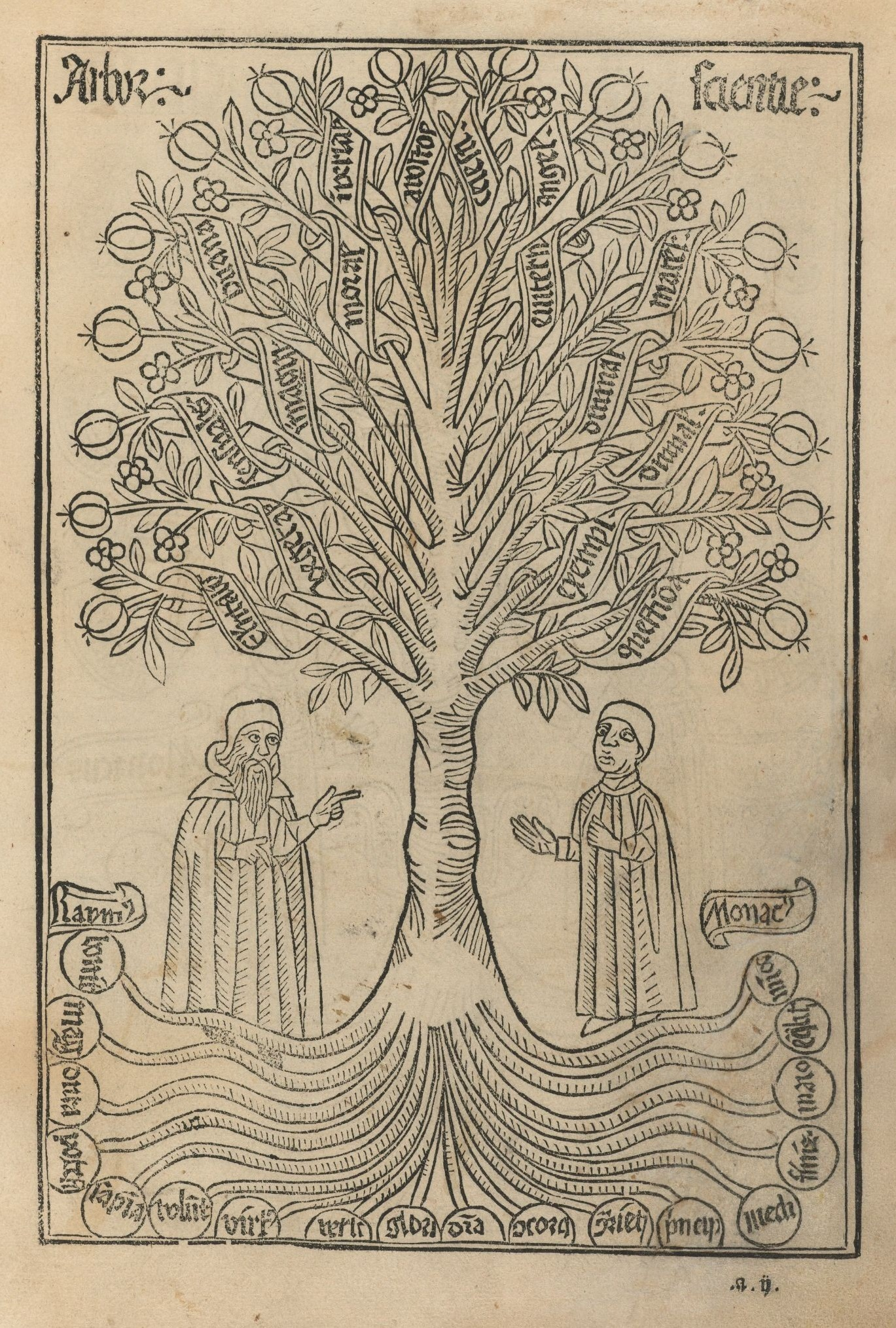
Illustration från en utgåva från 1505 av L'arbre de ciència.